# Constant-Louis-Alexandre de Suzannet
Pour les autres membres de la famille, voir Famille de Suzannet.
 (mai 2019).
Louis-Constant-Alexandre, comte de Suzannet (2 janvier 1814, Orléans - 23 février 1862, Brest), est un homme politique français.

## Biographie
Il est le fils du général vendéen Pierre Constant de Suzannet et de Charlotte de Loynes d'Autriche,. Il a tout juste un an, lorsque son père meurt à la bataille de Rocheservière, lors du dernier soulèvement vendéen de 1815.
En souvenir des services rendus par son père à la monarchie, Charles X l'appelle à la pairie le 5 novembre 1827. N'ayant pas encore atteint l'âge nécessaire pour prendre séance avant la révolution de 1830, il voit sa nomination annulée par l'article 68 de la nouvelle Charte.
Dans les années 1830, ses études de droit terminées, il consacre alors six années à parcourir le monde. Un premier voyage, l'amène à travers la Grèce, la Turquie, l'Arménie, la Géorgie, la Perse. Enfin, lors d'une seconde expédition, il franchit l'Atlantique et explore le Mexique et le Brésil. De ses deux voyages, il publie plusieurs articles dans la revue des Deux Mondes (1841 et 1844) parfois sous le pseudonyme Louis de Chavagnes, dans les Nouvelles annales des voyages de 1847, puis un livre en 1846 Souvenirs de Voyages, Les provinces du Caucase, l'empire du Brésil aux éditions Dentu.
De retour en France, privé de ses droits de législateur héréditaire par la monarchie de Juillet, le comte de Suzannet n'accepte jamais de mandat politique. Il use par contre de son influence en faveur des Bourbons détrônés. 
Malgré ses opinions légitimistes, Louis Constant de Suzannet évolue dans les milieux libéraux parmi les écrivains et les artistes de son époque. A l'âge de vingt ans, il fréquentait George Sand, Chopin, Liszt, la comtesse d'Agoult.
Il épouse Pauline Piscatory de Vaufreland, petite-fille du général Achille Victor Fortuné Piscatory de Vaufreland .